# ترسییا دل منته
ترسییا دل منته (به اسپانیایی: Torrecilla del Monte) یک شهرستان در اسپانیا است که در کاستیا و لئون واقع شده‌است.

## خصوصیات
ترسییا دل منته ۱۴ کیلومترمربع مساحت و ۸۸ نفر جمعیت دارد.